# Musique nauruane
La musique nauruane, inspirée des cultures micronésiennes, constitue une partie intégrante de la culture nauruane.

## Hymne national
L'hymne national de Nauru est Nauru Bwiema (« Nauru Notre Patrie »). Margaret Hendrie en écrit les paroles et Laurence Henry Hicks compose la musique. Nauru a adopté cet hymne le 31 janvier 1968 lors de l'indépendance du pays.

## Musique traditionnelle
Il reste très peu de traces des traditions anciennes de Nauru. La population joue encore des chants rythmiques et des danses lors d'occasions spéciales. Des musiques reigen et chants rythmiques sont souvent joués par Radio Nauru, bien que les habitants de l'île n'en connaissent plus la signification.

## Radio Nauru
La station Radio Nauru (en), créée en 1968, appartient au gouvernement. C'est la seule radio non commerciale de Nauru et elle appartient au Nauru Broadcasting Service (en).

## Personnalités notables
- Baron Waqa, compositeur[3]